# أربيان توبرت
أربيان توبرت (الاسم العلمي: Anthemis taubertii) هو نوع نباتي يتبع جنس الأربيان من الفصيلة النجمية.